# Limba dalmată
Limba dalmată este o limbă romanică dispărută. Nu se știu multe detalii despre limba dalmată. Din această limbă nu se mai cunosc decât câteva cuvinte. Spre finalul secolului al XIX-lea, a murit ultimul vorbitor de limbă dalmată ca limbă maternă, Tuone Udaina.
Despre limba dalmată au scris Žarko Muljačić (dialectul ragusan) și Matteo Giulio Bartoli (dialectul vegliot).

## Dialecte dalmate cunoscute
Două variante dialectale (sau, potrivit croaților, două limbi din familia iliro-romanică) sunt cunoscute:
- raguzan, vorbit în partea de sud a Dalmației, îndeosebi în Raguza (astăzi Dubrovnik) care, după ce a fost vasală Veneției și Ungariei, a devenit independentă în secolul al XV-lea. Dialectul raguzan a fost, în secolul al XV-lea, înlocuit treptat de cel venețian apoi, pe măsură ce orașul se popula și cu croați, de limba croată în secolele al XVIII-lea - al XIX-lea.
- vegliot, vorbit în insula Veglia (astăzi Krk). Ultimul său locutor se numea Tuone Udaina; acesta a murit la 10 iunie 1898, iar limba s-a stins odată cu el. Ea este totuși bine cunoscută, fiind identificată și studiată de lingvistul italian Matteo Bartoli cu acest ultim locutor dalmat.

## Text în limba dalmată
Mai jos sunt câteva texte dalmate comparate cu româna și italiană.

### Tatăl Nostru
| Dalmată | Română | Italiană |
| --- | --- | --- |
| Tuota nuester, che te sante intel čil, sait santificuot el naum to. Vigna to raigno. Sait fuot la voluntuot toa, coisa in čil, coisa in tiara. Duote costa dai el pun nuester cotidiun. E remetiaj nuestre debete, coisa nojiltri remetiaime a i nuestri debetuar. E naun ne menur in tentatiaun, miu deleberiajne dal mal. Amen. | Tatăl nostru care ești în ceruri, sființească-Se numele Tău. Vie Împărăția Ta. Facă-se voia Ta, precum în cer, așa și pe pământ. Pâinea noastră cea de toate zilele dă-ne-o nouă astăzi. Și ne iartă nouă păcatele noastre, precum și noi iertăm greșiților noștri. Și nu ne duce pe noi în ispită, ci ne mântuiește de cel rău. Amin | Padre nostro, che sei nei cieli, sia santificato il tuo nome. Venga il tuo regno. Sia fatta la tua volontà, come in cielo così in terra. Dacci oggi il nostro pane quotidiano e rimetti a noi i nostri debiti, come noi li rimettiamo ai nostri debitori. E non ci indurre in tentazione, ma liberaci dal male. Amen. |

### Ave Maria
| Latină | Dalmată | Română | Italiană |
| --- | --- | --- | --- |
| Ave Maria, gratia plena, Dominus tecum. Benedicta tu in mulieribus, et benedictus fructus ventris tui Iesus. Sancta Maria Mater Dei, ora pro nobis peccatoribus, nunc, et in hora mortis nostrae. Amen. | Di te salves, Maraja, plaina de greta, el Sinaur sant con taic; te sante benedata intra le mulier, sait benedat el froit del viantro to Jesu. Suonta Maraja, niena de Di, precute per nojiltri pecataur, mut e intela jaura de la nuestra muart. Amen. | Născătoare de Dumnezeu, Fecioară Maria, bucură-te, cea plină de har, Domnul este cu tine; binecuvântată ești tu între femei și binecuvântat este rodul pântecelui tău, că ai născut pe Cristos, mântuitorul sufletelor noastre; preasfântă Maria, Mama lui Dumnezeu, roagă-te pentru noi păcătoșii, acum și în ora morții noastre. Amin | Ave Maria, piena di grazia, il Signore è con te. Benedetta sei tu fra tutte le donne e benedetto è il frutto del tuo seno, Gesù. Santa Maria, Madre di Dio, prega per noi peccatori, adesso e nell'ora della nostra morte. Amen. |